# Estelle Nze Minko
Estelle Nze Minko (Saint-Sébastien-sur-Loire, 11 augustus 1991) is een Frans handbalspeelster.
Nze Minko speelt sinds 2014 voor het Frans handbalteam. In 2016 speelde ze voor Frankrijk op de Olympische Zomerspelen in Rio de Janeiro, waar ze de zilveren medaille haalde. Op het Europees kampioenschap handbal vrouwen 2020 behaalde Nze Minko ook een zilveren medaille.